# Málaga (pokrajina)
Málaga je španjolska provincija na jugu Španjolske, središnjem sjeveru zemlje, na južnom dijelu autonomne zajednice Andaluzije.
U pokrajini živi 1.621.968 stanovnika (1. siječnja 2014.), a prostire se na 7.308 km². Glavni grad pokrajine je Málaga.